# هندیکپ (اسب‌سواری)

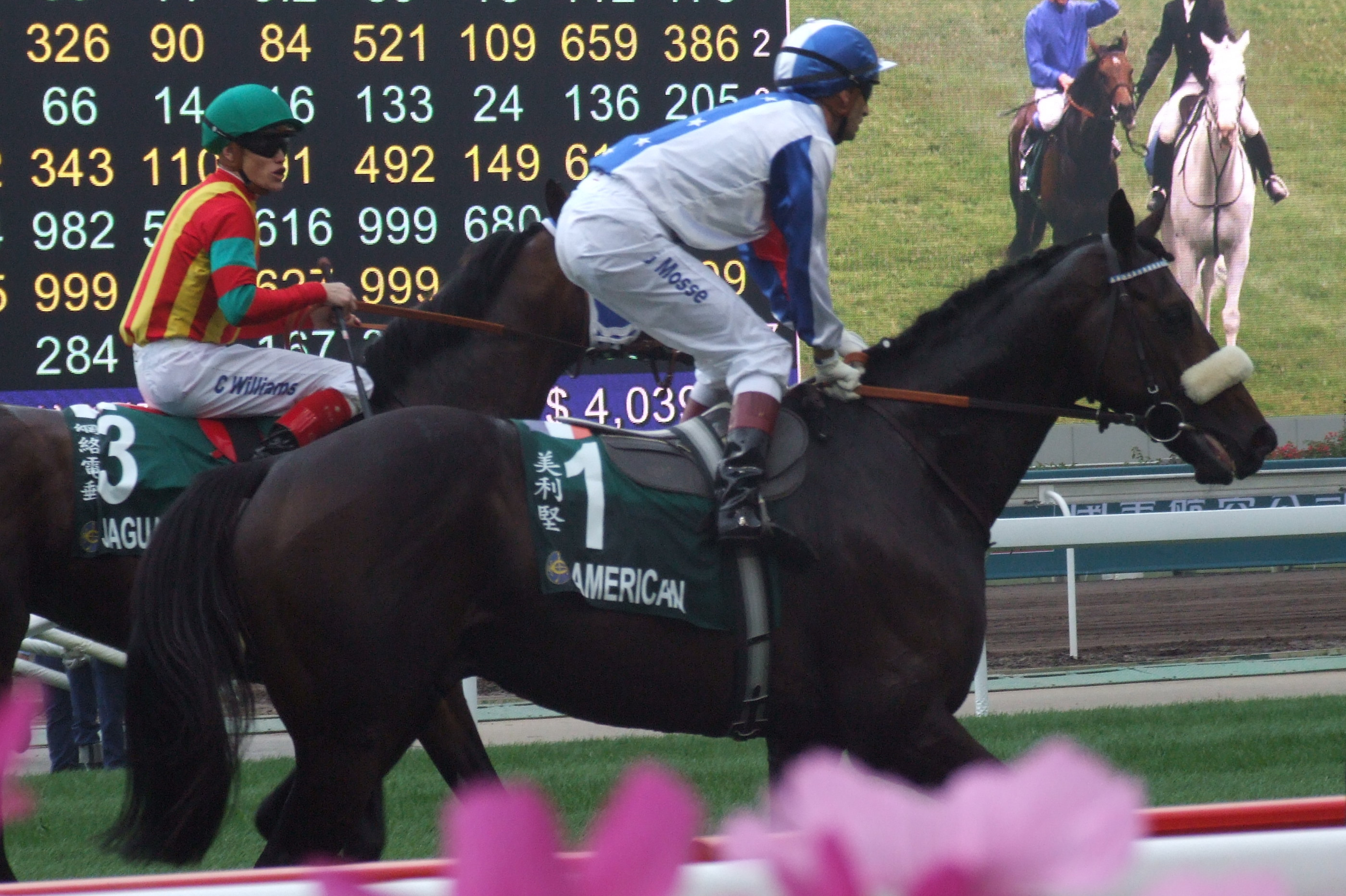
آمریکن، برنده جام ملبورن، یکی از معتبرترین مسابقات هندیکپ در جهان.

هندیکپ (به انگلیسی: Handicap) نوعی مسابقه اسب‌دوانی است که هر اسب می‌بایست وزنه‌ای را نیز با خود حمل کند که بر روی زین نصب می‌شود. این برای این انجام می‌شود که همه اسب‌ها شرایط یکسان و منصفانه‌ای برای مسابقه داشته باشند؛ مثلاً اسب‌های قوی تر وزن بیشتری جهت حمل به آنها اختصاص داده می‌شود.
در یک مسابقه هندیکپ اسب (گاهی فقط «هندیپ» نامیده می‌شود)، هر اسب باید وزن مشخصی به نام ایمپست را حمل کند که توسط منشی مسابقه یا مهماندار بر اساس عواملی مانند عملکردهای گذشته تعیین می‌شود تا شانس رقبا برابر شود.